# Estação Ferroviária Arnhem Zuid

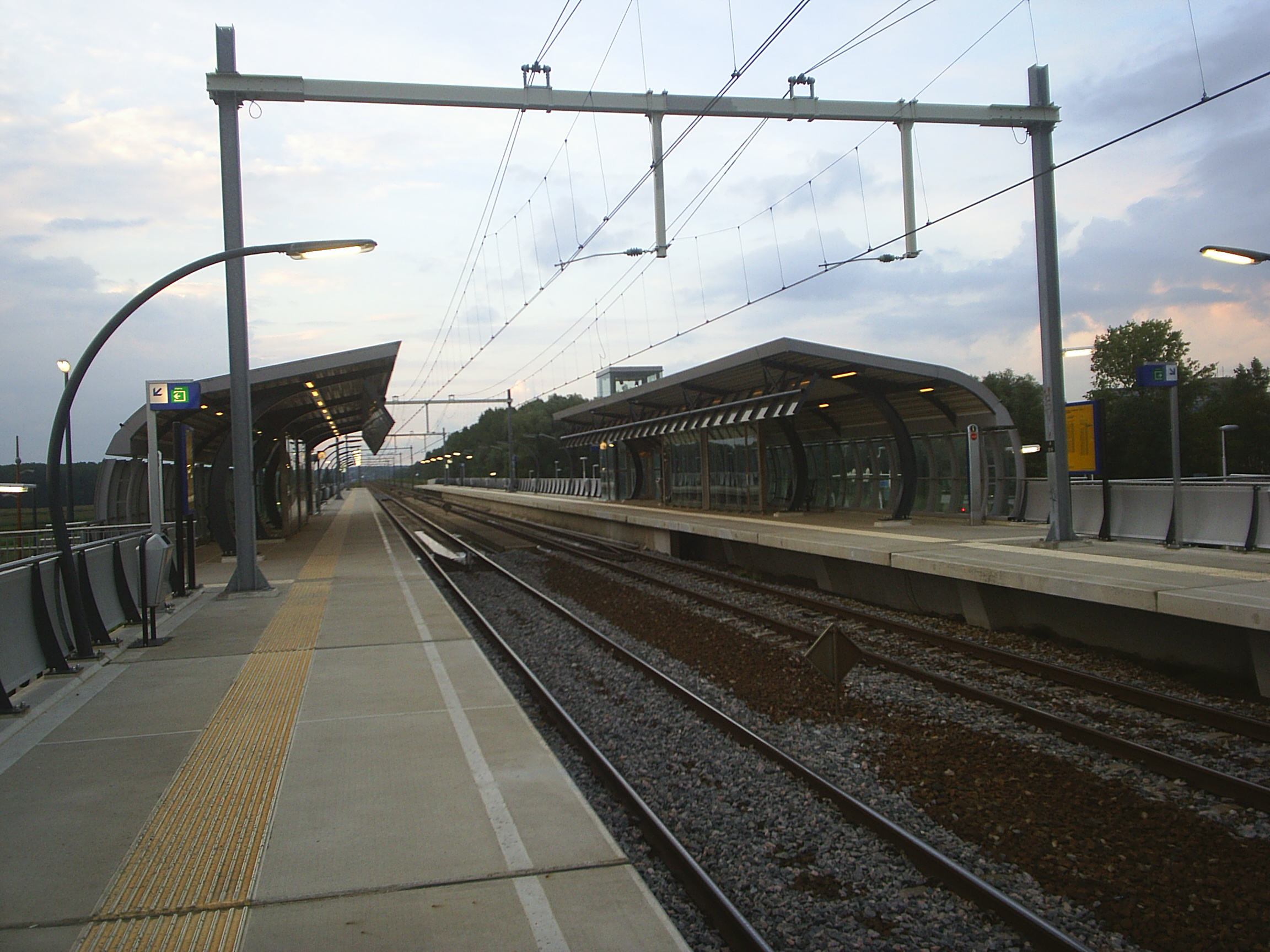
Imagem da Estação Ferroviária Arnhem Zuid

A Estação Ferroviária Arnhem Zuid é uma estação ferroviária localizada no município de Arnhem, província de Guéldria, Países Baixos.